# Medaglie dei Campionati mondiali di ginnastica artistica - Parallele asimmetriche
La finale alle parallele asimmetriche si è svolta ad ogni campionato dal 1950 quando, durante la dodicesima edizione, sono state aggiunte le finali di specialità.
Possono essere vinte tre medaglie: oro, argento e bronzo. Se avviene un pareggio, entrambe le ginnaste possono essere premiate, ma le posizioni successive (argento se c'è un pareggio al primo posto, bronzo se c'è un pareggio al secondo posto) viene lasciato vuoto. Se tre ginnaste vengono premiate con l'oro, le altre due medaglie non vengono assegnate.
Atleta più medagliata: Svetlana Chorkina ( Russia)      

## Vincitrici
| Edizione | Città        | Oro                                                          | Argento | Bronzo                           |
| -------- | ------------ | ------------------------------------------------------------ | --- | -------------------------------- |
| 1950     | Basilea      | Gertrude Kolar Ann-Sofi Pettersson                           | — | Helena Rakoczy                   |
| 1954     | Roma         | Ágnes Keleti                                                 | [[File: Flag of the Soviet Union (1936 – 1955).svg\|class=noviewer\| Unione Sovietica (bandiera)\|border\|20x16px]] Galina Rud'ko | Helena Rakoczy                   |
| 1958     | Mosca        | Larisa Latynina                                              | Eva Bosáková | Polina Astachova                 |
| 1962     | Praga        | Irina Pervušina                                              | Eva Bosáková | Larisa Latynina                  |
| 1966     | Dortmund     | Natal'ja Kučinskaja                                          | Keiko Ikeda | Taniko Mitsukuri                 |
| 1970     | Lubiana      | Karin Janz                                                   | Ljudmila Turiščeva | Zinaida Voronina                 |
| 1974     | Varna        | Annelore Zinke                                               | Ol'ga Korbut | Ljudmila Turiščeva               |
| 1978     | Strasburgo   | Marcia Frederick                                             | Elena Muchina | Emilia Eberle                    |
| 1979     | Fort Worth   | Ma Yanhong Maxi Gnauck                                       | — | Emilia Eberle                    |
| 1981     | Mosca        | Maxi Gnauck                                                  | Ma Yanhong | Elena Davydova Julianne McNamara |
| 1983     | Budapest     | Maxi Gnauck                                                  | Lavinia Agache Ecaterina Szabó | —                                |
| 1985     | Montréal     | Gabriele Fähnrich                                            | Dagmar Kersten | Hana Říčná                       |
| 1987     | Rotterdam    | Dörte Thümmler Daniela Silivaș                               | — | Elena Šušunova                   |
| 1989     | Stoccarda    | Fan Di Daniela Silivaș                                       | — | Ol'ga Straževa                   |
| 1991     | Indianapolis | Kim Gwang-suk                                                | Tetjana Hucu Shannon Miller | —                                |
| 1992     | Parigi       | Lavinia Miloșovici                                           | Elizabeth Okino | Mirela Pașca                     |
| 1993     | Birmingham   | Shannon Miller                                               | Dominique Dawes | Andreea Cacovean                 |
| 1994     | Brisbane     | Luo Li                                                       | Svetlana Chorkina | Dina Kočetkova                   |
| 1995     | Sabae        | Svetlana Chorkina                                            | Mo Huilan Lilija Podkopajeva | —                                |
| 1996     | San Juan     | Svetlana Chorkina Elena Piskun                               | — | Isabelle Severino                |
| 1997     | Losanna      | Svetlana Chorkina                                            | Meng Fei | Bi Wenjing                       |
| 1999     | Tientsin     | Svetlana Chorkina                                            | Huang Mandan | Ling Jie                         |
| 2001     | Gand         | Svetlana Chorkina                                            | Renske Endel | Katie Heenan                     |
| 2002     | Debrecen     | Courtney Kupets                                              | Oana Petrovschi | Ljudmila Ežova                   |
| 2003     | Anaheim      | Hollie Vise Chellsie Memmel                                  | — | Elizabeth Tweddle                |
| 2005     | Melbourne    | Nastia Liukin                                                | Chellsie Memmel | Elizabeth Tweddle                |
| 2006     | Aarhus       | Elizabeth Tweddle                                            | Nastia Liukin | Vanessa Ferrari                  |
| 2007     | Stoccarda    | Ksenija Semënova                                             | Nastia Liukin | Yang Yilin                       |
| 2009     | Londra       | He Kexin                                                     | Koko Tsurumi | Ana Porgras Rebecca Bross        |
| 2010     | Rotterdam    | Elizabeth Tweddle                                            | Alija Mustafina | Rebecca Bross                    |
| 2011     | Tokyo        | Viktorija Komova                                             | Tat'jana Nabieva | Huang Qiushuang                  |
| 2013     | Anversa      | Huang Huidan                                                 | Kyla Ross | Alija Mustafina                  |
| 2014     | Nanning      | Yao Jinnan                                                   | Huang Huidan | Dar'ja Spiridonova               |
| 2015     | Glasgow      | Fan Yilin Viktorija Komova Dar'ja Spiridonova Madison Kocian | — | —                                |
| 2017     | Montreal     | Fan Yilin                                                    | Elena Erëmina | Nina Derwael                     |
| 2018     | Doha         | Nina Derwael                                                 | Simone Biles | Elisabeth Seitz                  |
| 2019     | Stoccarda    | Nina Derwael                                                 | Rebecca Downie | Sunisa Lee                       |
| 2021     | Kitakyushu   | Wei Xiaoyuan                                                 | Rebeca Andrade | Luo Rui                          |
| 2022     | Liverpool    | Wei Xiaoyuan                                                 | Shilese Jones | Nina Derwael                     |
| 2023     | Anversa      | Qiu Qiyuan                                                   | Kaylia Nemour | Shilese Jones                    |

## Medagliere
Aggiornato ai Campionati Mondiali 2023.
| Posiz. | Nazione                                                        | Oro | Argento | Bronzo | Totale |
| ------ | -------------------------------------------------------------- | --- | ------- | ------ | ------ |
| 1      | Russia ( Unione Sovietica e Comunità degli Stati Indipendenti) | 12  | 9       | 11     | 32     |
| 2      | Cina                                                           | 11  | 5       | 5      | 21     |
| 3      | Stati Uniti                                                    | 7   | 9       | 6      | 20     |
| 4      | Germania ( Germania Ovest e Germania Est)                      | 7   | 1       | 1      | 9      |
| 5      | Romania                                                        | 3   | 3       | 5      | 11     |
| 6      | Gran Bretagna                                                  | 2   | 1       | 2      | 5      |
| 7      | Belgio                                                         | 2   | —       | 2      | 4      |
| 8      | Austria                                                        | 1   | —       | —      | 1      |
| 8      | Svezia                                                         | 1   | —       | —      | 1      |
| 8      | Ungheria                                                       | 1   | —       | —      | 1      |
| 8      | Corea del Nord                                                 | 1   | —       | —      | 1      |
| 8      | Bielorussia                                                    | 1   | —       | —      | 1      |
| 13     | Giappone                                                       | —   | 2       | 1      | 3      |
| 13     | Rep. Ceca                                                      | —   | 2       | 1      | 3      |
| 15     | Brasile                                                        | —   | 1       | —      | 1      |
| 15     | Ucraina                                                        | —   | 1       | —      | 1      |
| 15     | Paesi Bassi                                                    | —   | 1       | —      | 1      |
| 15     | Algeria                                                        | —   | 1       | —      | 1      |
| 19     | Polonia                                                        | —   | —       | 2      | 2      |
| 20     | Francia                                                        | —   | —       | 1      | 1      |
| 20     | Italia                                                         | —   | —       | 1      | 1      |
| TOTALE | TOTALE                                                         | 43  | 30      | 32     | 105    |

## Collegamenti
- Federazione Internazionale Ginnastica, su fig-gymnastics.com.